# Just Dance
För andra betydelser, se Just Dance (olika betydelser).
Just Dance är en poplåt av Lady Gaga med Colby O'Donis som gästartist. Låten är med på hennes album The Fame och släpptes som hennes debutsingel i april 2008. Den producerades av RedOne vilken också samskrev låten med Gaga och Akon. "Just Dance" blev inte en omedelbar hit och låg på de nedre regionerna av många länders listor innan den nådde de högre placeringarna under sommaren 2008. Låtens musikvideo där Lady Gaga väcker ett avsomnat party till liv regisserades av Melina Matsoukas. Låten finns med i TV-spelen Just Dance 2014 och Just Dance 2015 som spelbara.

## Listplaceringar
| Lista (2008/2009) | Topplacering |
| ----------------- | ------------ |
| Australien        | 1            |
| Frankrike         | 14           |
| Tyskland          | 10           |
| Nya Zeeland       | 3            |
| Norge             | 3            |
| Sverige           | 3            |
| Storbritannien    | 1            |
| USA               | 1            |